# Neolimnophila daedalea
Neolimnophila daedalea är en tvåvingeart som beskrevs av Alexander 1966. Neolimnophila daedalea ingår i släktet Neolimnophila och familjen småharkrankar. Inga underarter finns listade i Catalogue of Life.